# هیتومی (صداپیشه)
هیتومی (انگلیسی: Hitomi؛ زادهٔ ۱۵ فوریهٔ ۱۹۶۷) صداپیشه، و پرستار اهل ژاپن است.